# Джурдиняно
Джурдиня̀но (на италиански: Giurdignano) е село и община в Южна Италия, провинция Лече, регион Пулия. Разположено е на 78 m надморска височина. Населението на общината е 1968 души (към 2012 г.).